# Smocze łodzie na Plażowych Igrzyskach Azjatyckich 2012 - 200 metrów kobiet
Wyścigi smoczych łodzi na dystansie 200 metrów kobiet podczas III Plażowych Igrzysk Azjatyckich w Haiyan odbyły się 18 czerwca 2012 roku. Do rywalizacji przystąpiło sześć drużyn. Złoto zdobyła reprezentacja Chin.

## Wyniki
| Miejsce  | Drużyna   | Czas     |
| Wyścig 1 | Wyścig 1  | Wyścig 1 |
| -------- | --------- | -------- |
| 1        | Indonezja | 51,559   |
| 2        | Chiny     | 54,292   |
| 3        | Hongkong  | 57,620   |
| Wyścig 2 |           |          |
| 1        | Tajlandia | 52,343   |
| 2        | Japonia   | 55,253   |
| 3        | Makau     | 55,570   |

| Miejsce  | Drużyna  | Czas     |
| Wyścig 1 | Wyścig 1 | Wyścig 1 |
| -------- | -------- | -------- |
| 1        | Chiny    | 54,644   |
| 2        | Makau    | 56,397   |
| Wyścig 2 |          |          |
| 1        | Japonia  | 55,618   |
| 2        | Hongkong | 57,092   |

### Finały
| Miejsce | Drużyna   | Czas    |
| Finał A | Finał A   | Finał A |
| ------- | --------- | ------- |
|         | Chiny     | 50,265  |
|         | Indonezja | 50,533  |
|         | Tajlandia | 52,632  |
| 4       | Japonia   | 55,261  |
| Finał B |           |         |
| 5       | Makau     | 56,158  |
| 6       | Hongkong  | 57,108  |